# 3804-es busz
A 3804-es jelzésű autóbuszvonal egy Abaújdevecser és Hejce között közlekedő helyközi járat, amelyet a Volánbusz Zrt. üzemeltet tanítási napokon, Encs és Abaújkér érintésével.

## Útvonala
Encs autóbusz állomásáról indul. Gibárt felé hagyja el a várost, majd Abaújkérre jut el a 39-es főúton keresztül. A következő település Boldogkőváralja, majd az Encs felőli indítás Korlátra és Fonyra is kitér. Azt követően a Bibliájáról híres Vizsoly község található, majd szintén a városból közlekedő Novajidrány vasútállomását is érinti. A Gönc felé vezető úton Vilmány jön, majd letér róla és Hejce zsákfaluban végállomásozik.
Indításszáma egy pár. A Zempléni-hegységből induló busz Boldogkőváralján és Abaújkéren kívül sehová nem tér ki, helyette Encs egyik városrészéig, Abaújdevecserig halad tanítási napokon reggelente.

## Közlekedése
| Indulási helyszín | Érkezési helyszín         | Indításszáma | Közlekedése      |
| ----------------- | ------------------------- | ------------ | ---------------- |
| Encs, aut. áll.   | Hejce, kh.                | 1 oda        | tanítási napokon |
| Hejce, kh.        | Abaújdevecser, aut. ford. | 1 oda        | tanítási napokon |

## Megállóhelyei
| Csak az Encs felőli érinti. |                                             |         | |
| Csak a Hejce felőli érinti. |                                             |         | |
| ∫                           | Abaújdevecser, autóbusz-forduló végállomás  | ∫       | 3722, 3815, 3816 |
| ∫                           | Encs, gimnázium                             | ∫       | 3720, 3722, 3723, 3728, 3802, 3811, 3812, 3815, 3816, 3819, 3821                                                            |
| 0                           | Encs, autóbusz-állomás vonalközi végállomás | 0.0 km  | 3720, 3722, 3723, 3728, 3801, 3803, 3804, 3806, 3808, 3809, 3810, 3811, 3812, 3815, 3816, 3819, 3821, 3824 Forró-Encs [90.] |
| ∫                           | Encs, iskola                                | ∫       | 3720, 3722, 3723, 3728, 3803, 3804, 3806, 3808, 3809, 3810, 3811, 3812, 3815, 3816, 3819, 3821, 3824, 3868                  |
| 1                           | Encs, Rákóczi utca                          | 1.0 km  | 3723, 3806, 3808, 3809, 3810, 3824, 3868                                                                                    |
| 2                           | Gibárt, Kossuth utca 17.                    | 3.8 km  | 3723, 3806, 3808, 3809, 3810, 3824, 3868                                                                                    |
| 3                           | Gibárt, Dózsa György utca 10.               | 4.5 km  | 3723, 3806, 3808, 3809, 3810, 3824, 3868                                                                                    |
| 4                           | Abaújkér, vasúti megállóhely                | 7.7 km  | 3723, 3806, 3808, 3809, 3810, 3824, 3868 Abaújkér [98.]                                                                     |
| 5                           | Abaújkér, Petőfi utca forduló               | 8.6 km  | – |
| 6                           | Boldogkőváraljai elágazás                   | 13.9 km | 3723, 3824 Boldogkőváralja [98.]                                                                                            |
| 7                           | Boldogkőváralja, Kossuth utca               | 15.6 km | 3723, 3810, 3824 |
| 8                           | Boldogkőváralja, arkai elágazás             | 16.3 km | 3723, 3806, 3809, 3810, 3824                                                                                                |
| 9                           | Boldogkőváralja, Kossuth utca               | 17.0 km | 3723, 3810, 3824 |
| 10                          | Boldogkőváraljai elágazás                   | 18.7 km | 3723, 3824 Boldogkőváralja [98.]                                                                                            |
| 11                          | Korláti elágazás                            | 20.4 km | 3723, 3821, 3824 |
| 12                          | Korlát-Vizsoly vasútállomás                 | 20.8 km | 3821, 3824 Korlát-Vizsoly [98.]                                                                                             |
| 13                          | Korlát, községháza                          | 23.4 km | 3821, 3824 |
| 14                          | Korlát, Kossuth utca 55.                    | 23.8 km | 3821, 3824 |
| 15                          | Fony, vilmányi elágazás                     | 26.8 km | 3821, 3824 |
| 16                          | Korláti elágazás                            | 33.2 km | 3723, 3821, 3824 Korlát-Vizsoly [98.]                                                                                       |
| 17                          | Vizsoly, terményraktár                      | 35.2 km | 3723, 3821, 3824 |
| 18                          | Vizsoly, iskola                             | 35.9 km | 3723, 3821, 3824 |
| 19                          | Vizsoly, termelőszövetkezet géptelep        | 36.8 km | 3723, 3821, 3824 |
| 20                          | Novajidrány, vasútállomás                   | 41.0 km | 3720, 3723, 3819, 3821, 3824 Novajidrány [90.]                                                                              |
| 21                          | Vizsoly, termelőszövetkezet géptelep        | 45.2 km | 3723, 3821, 3824 |
| 22                          | Vilmány, Fő út 57.                          | 47.4 km | 3723, 3821, 3824 |
| 23                          | Vilmány, iskola                             | 48.1 km | 3723, 3821, 3824, 3825 |
| 24                          | Vilmány, hejcei elágazás                    | 48.8 km | 3723, 3824, 3825 |
| 25                          | Hejce, községháza végállomás                | 52.3 km | 3723, 3824, 3825 |